# Landammann Stauffacher
Landammann Stauffacher ist ein im Jahr 1941 in der Schweiz produzierter Spielfilm des Regisseurs Leopold Lindtberg. Er spielt im Vorfeld der Schlacht am Morgarten und entstand im Zuge der „Geistigen Landesverteidigung“ während des Zweiten Weltkriegs.

## Entstehung
Kurz vor und während des Zweiten Weltkrieges wurde die Einfuhr ausländischer Filme in der Schweiz staatlich kontingentiert, um die patriotische Filmproduktion zu fördern. Unter anderem entstanden dabei durch Lazar Wechslers Praesens-Film die Filme Füsilier Wipf  im Jahr 1938, sowie Gilberte de Courgenay und Landammann Stauffacher im Jahr 1941. Letzterer war ein Beitrag zum 650-Jahr-Jubiläum der Schweizerischen Eidgenossenschaft.
Regisseur war Leopold Lindtberg, das Drehbuch schrieben Richard Schweizer und Kurt Guggenheim. Sie orientierten sich dabei an historischen Dokumenten und an Schillers Wilhelm Tell. Die Filmmusik komponierte Robert Blum, Kamera führte Emil Berna. Die Hauptrolle des Werner Stauffacher spielte Heinrich Gretler, weitere Schauspieler waren unter anderem Robert Trösch, Fred Tanner, Anne-Marie Blanc, Cäsar Allemanni, Leopold Biberti, Emil Hegetschweiler, Ellen Widmann, Johannes Steiner, Emil Gerber, Charles Ferdinand Vaucher, Zarli Carigiet und Hermann Stieger.
Der Film wurde in Schweizerdeutsch gehalten, für dessen Einsatz Hermann Stieger zuständig war. Während die Schauspieler in den Rollen der Eidgenossen einen Urschweizer Dialekt sprachen, hatte Charles Ferdinand Vaucher als Bösewicht einen baseldeutschen Dialekt, der am Schriftdeutschen angelehnt war. Der Basler als Bösewicht ist ein geläufiger Stereotyp im Schweizer Film.
Für die Dreharbeiten wurde beim Lauerzersee ein mittelalterliches Dorf rekonstruiert. Die Montage der Landschaftsaufnahmen wurde von der Abteilung Presse und Funkspruch überwacht, damit keine Objekte mit militärischer Bedeutung ins Bild gesetzt wurden.
In neuerer Zeit wurde Landammann Stauffacher vom Schweizer Filmarchiv und Memoriav restauriert und wieder in die Kinos gebracht. Der Film ist auch auf DVD erhältlich.
Am 15. uns 16. August 2010 wurde der Film von 3sat zweimal ausgestrahlt, um 9.10 Uhr morgens und um 2.15 Uhr in der darauffolgenden Nacht.

## Handlung
Im Jahr 1314 plündert Heinrich Stauffacher mit den Schwyzern im Zuge des Marchenstreits das Kloster Einsiedeln, das unter dem Schutz der Habsburger steht. Die Eidgenossen schwören Ludwig von Bayern die Treue, dessen Widersacher ist Friedrich von Habsburg. Graf Friedrich von Toggenburg versucht die Eidgenossen umzustimmen. Doch unter Werner Stauffachers Führung ziehen sie schlussendlich gegen Leopold in die Schlacht.

## Kritik
Der Autor Thomas Hunziker schrieb 2009 in seinem Filmblog: „Trotz der durch die damalige Situation eingeschränkten Weltanschauung und des dick aufgetragenen Pathos’, kann «Landammann Stauffacher» durch die ehrliche Darstellung und das handfeste Drehbuch überzeugen.“